# هوبير ماغا
هوبير ماغا (بالفرنسية: Hubert Maga) (و. 1916 – 2000 م) هو سياسي، ودبلوماسي من بنين .
تولى منصب رئيس الجمهورية (1960-08-01–1963-10-27)، ورئيس الجمهورية (1970-05-07–1972-05-07)، ورئيس الوزراء (1959-05-22–1960-12-31).

## روابط خارجية
- هوبير ماغا على موقع الموسوعة البريطانية (الإنجليزية)
- هوبير ماغا على موقع مونزينجر (الألمانية)